# Oxibeles

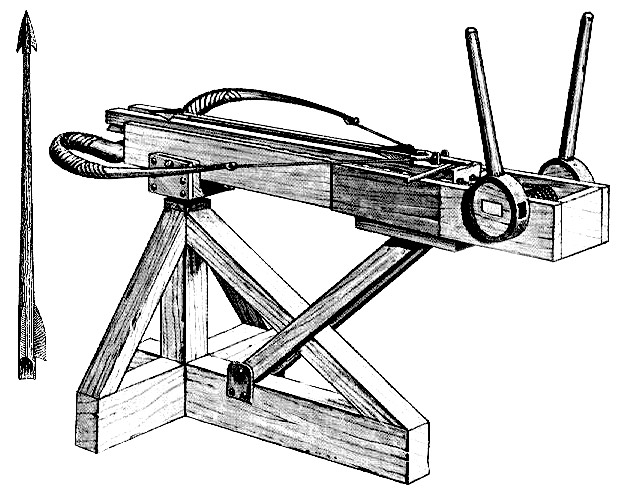
Oxybeles

O Oxibeles ou oxibelo (grego antigo Οξυβόλος aglutinação do étimo oxys [oxis = afiado, aguçado] e βέλος [belos = arma, projéctil, flecha], pelo que significa literalmente projéctil afiado e figuradamente dá-se-lhe o sentido de atirador de dardos) foi uma arma usada pelos antigos gregos pela primeira vez em 375 a.C.
Consiste numa evolução do arco composto que, ao ter aumentado de dimensões e de peso, já não podia ser manejado por um só besteiro.

## Uso e forma
Consistia basicamente numa gastafreta (espécie de besta de assédio portátil, usada pelos gregos antigos, desde o século III a.C, que armava puxando a noz do arco contra a barriga) descomunal, constituída por um arco composto postado sobre um trípode e com um cabestrante, em que este se ajustava para o movimento de retrocesso. Era feita de madeira, sendo certo que o arco podia ser feito de chifre de animal e corda.
Era armada com a ajuda de um molinete e manivela, em vez de se puxar a corda do arco com as mãos. Além das flechas, esta arma podia, também, disparar pedras pequenas ou bodoques (que não pesassem mais de 2 quilos e um quarto). 
O oxibelo pertence à categoria das armas de arco, isto é, trata-se de uma peça de artilharia que obtém o seu poder tênsil de disparo a partir do arco. Dependendo do tamanho do oxibeles, as flechas mediriam entre 70 a 180 centímetros de comprimento, podendo atingir um alcance de disparo até os 400 metros.

## Potência
Teria um alcance  maior que o das gastrafetas, sendo certo que, tal como a gastrafeta, era uma arma de poliorcética, que assentava num tripé, dada as suas grandes dimensões e peso, para lhe conferir maior estabilidade e precisão de tiro.
O oxibeles foi criado por torno de 375 a.C.
Enquanto artilharia lança-pedras, o oxibelo já era utilizado por Onomarco, general fócida, na pendência da Terceira Guerra Sacra, em 353 a.C.No decurso do mesmo conflito, a falange derrotada por Filipe II da Macedónia, pai de Alexandre Magno, era parcialmente composta por oxibeles.
O uso histórico mais memorável dos oxibeles foi às mãos dos exércitos de Alexandre Magno, nas campanhas persas.Os oxibelos de Alexandre foram projectados pelo engenheiro Possidónio, o Macedónio, também cognominado Possidónio, o Engenheiro.

## Abonações históricas
Bíton de Pérgamo engenheiro e matemático grego, do século III a.C., no seu tratado de 155 a.C sobre poliorcética, intitulado Κατασκευαὶ πολεμικῶν ὀργάνων καὶ καταπελτικῶν, "Kataskeuai polemikōn Organon kai katapeltikōn" (lit. «Sobre a construção de armas de guerra e catapultas»), faz menção de dois oxibeles lança-pedras, litóbolos ou Petróbolon (πετρόβολον), um deles projectado por Caron de Magnésia em Rodes e outro, maior, de Isidóro de Abidos em Tessalónica.

## Sucessores
Não foram desenvolvidas versões aperfeiçoadas, devido à limitação própria dos materiais usados. O aperfeiçoamento do oxibeles, a balista, pressupôs uma evolução tecnológica: a torsão das cordas como de energia potencial elástica.
Por volta de 340 a.C. aparece a artilharia de torção. 
Ou seja, surgiu a artilharia que sustentava o seu poder de disparo na energia cinética comprimida, por efeito de torção, de cordas de volta de um torno. Os percusores da artilharia de torção helénica foram duas variantes da catapulta de torção:o eutitono e o palintono, que diferiam entre si, conforme o feitio do peça frontal (o peritreto).
A artilharia à base de poder de torção era muito mais potente do que os oxibeles, pelo que acabaram por substituí-los.
Com o advento dos escorpiões na artilharia romana, por torno de 200 a 100 a.C, que eram, por sinal, bastante mais leves e tinham muito maior poder de alcance, o oxibeles caíu em desuso.